# Colonia Agrícola Penitenciaria de Tefía
La Colonia Agrícola Penitenciaria de Tefía  fue un campo de concentración durante la dictadura franquista, ubicado en la aldea de Tefía, perteneciente al municipio de Puerto del Rosario de la isla de Fuerteventura. Activa entre 1954 y 1966 servía para la reclusión de presos comunes y políticos, y para la reeducación de homosexuales varones. En la actualidad funciona como albergue juvenil. 

## Historia
La represión de la homosexualidad, conducta que el franquismo consideraba indeseable, fue legalizada por la modificación de 1954 de la Ley de vagos y maleantes,  a través de la cual se persiguió a las personas en razón de su orientación sexual real o presunta, y que permitía la reclusión de uno a tres años de personas homosexuales, que eran considerados un peligro social. Bajo la norma de 1954, homosexuales y transexuales fueron confinados en los denominados "centros de trabajo" y "colonias agrícolas penitenciarias", auténticos campos de concentración de trabajo forzado, en los que eran sometidos a condiciones inhumanas, trabajo hasta el agotamiento, palizas y otros castigos corporales y hambre.
La Colonia Agrícola-Penitenciaria de Tefía fue establecida mediante la orden ministerial del 15 de enero de 1954, en un antiguo cuartel de la Legión, cuyo terreno había sido un aeródromo durante la Guerra civil. La apertura de las instalaciones se realizó el 11 de febrero. No solo albergó entre 80 y 100 homosexuales durante su existencia, sino también estaban internados algunos presos comunes y también presos políticos.
Los terrenos alrededor del lugar son un desierto pedregoso. La vida en el campo de trabajo fue dura, desde labores agrícolas hasta mano de obra forzada e instrucción militar, pasando por torturas, hambre y represión sexual. Durante su existencia fue dirigido por un carmelita castrense de Vitoria. A los confinados se les hacía trabajar hasta la extenuación y eran sometidos a maltratos habituales por parte de los funcionarios.
El 21 de julio de 1966 se clausuró por una Orden del Ministerio de Justicia, debido al bajo número de reclusos en sus instalaciones. Los últimos fueron trasladados a la prisión de Barranco Seco en Las Palmas de Gran Canaria.
En la actualidad es un albergue juvenil.

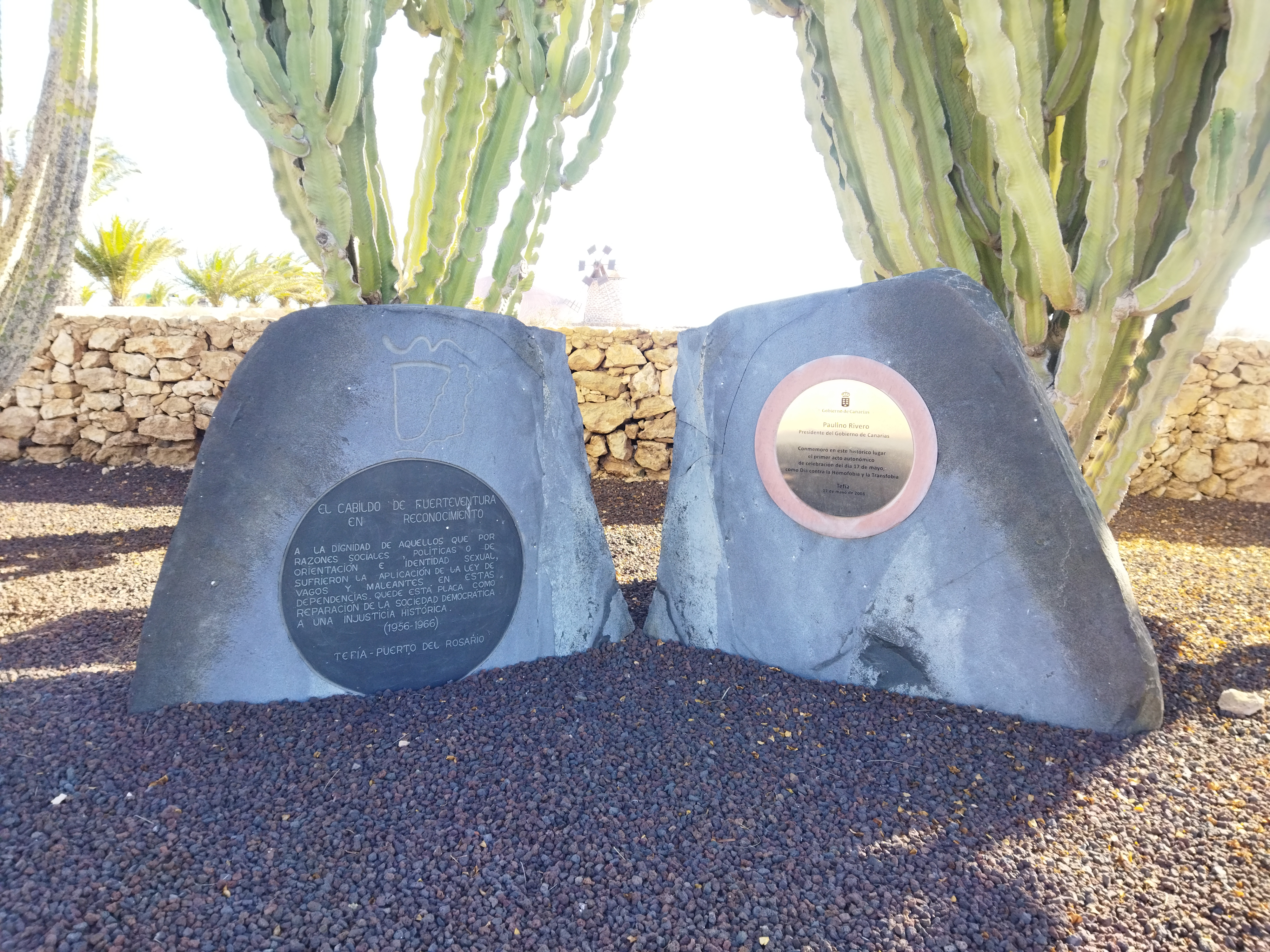
Los dos hitos conmemorativos instalados en 2004 y 2008.

En 2004, en conmemoración de los cincuenta años de su apertura, el Cabildo majorero instaló una placa en memoria a quienes fueron recluidos en Tefia.
En 2008 el Gobierno de Canarias celebró en ese lugar el primer acto constitucional del 17 de mayo, Día internacional contra la homofobia, instalándose otro hito conmemorativo.
En 2024, el colectivo ALTIHAY y el Cabildo de Fuerteventura anunciaron el proyecto para un Centro Canario de Interpretación de la Memoria Histórica LGTBIQ+.

## En la cultura popular
En 2006 se publicó la novela coral Viaje al centro de la infamia, escrita por el historiador Miguel Ángel Sosa Machín. Está ambientada a mediados de la década de 1950 y recrea literariamente la Colonia Agrícola-Penitenciaria de Tefía, prisión en la que, durante el franquismo, se quiso reeducar a los homosexuales a través de trabajos forzados, especialmente del picado de piedra.
En 2018 el director barcelonés Ferran Navarro-Beltrán señaló que tiene en proyecto llevar al cine la historia de la colonia de Tefía.
En 2019 Juan Sepúlveda, Antonio Santos y Marina Cochet publicaron la novela gráfica El Violeta cuya trama está inspirada en los testimonios de Octavio García, uno de los supervivientes del campo de concentración de Tefía.
En 2020 Ismael Lozano Latorre publicó la novela Vagos y Maleantes en la que uno de sus protagonistas, un anciano con alzhéimer, relata cómo fue su juventud en el campo de concentración de Tefía, en el año 1955, y cómo llegó hasta él.
En abril de 2023 el escritor Nando López publicó la novela Los elegidos, en la que el campo de concentración de Tefía es uno de los escenarios principales y cuya trama arranca en 1954, tras la criminalización de los homosexuales a través de la modificación del artículo 6º de la Ley de vagos y maleantes. En ella, a través de la ficción, se describe el día a día en Tefía y se recogen testimonios reales.
En junio de 2023 se estrenó Las noches de Tefía, drama televisivo producido por Buendía Estudios junto a Atresmedia, y que recrea el campo de concentración.